# Rik Devillé
Rik Devillé, né en 1944, est un prêtre catholique belge, ancien curé de Buizingen. Fondateur du « Groupe de travail flamand sur les droits de l’homme dans l’Église », il défend les victimes d'agressions sexuelles au sein de l’Église catholique en Belgique.

## Biographie

### Carrière en tant que prêtre
Rik Devillé est né en 1944 à Hal, en Belgique, dans la province du Brabant flamand. Il a étudié au Grand Séminaire de Malines de 1963 à 1969, date à laquelle il est ordonné prêtre. Il a été curé pendant 6 ans et professeur de religion et de rhétorique à l’Institut du Sacré-Cœur de Hal pendant 13 ans. 
De 1981 à 2009, il est le prêtre des paroisses de Buizingen et de Lot.  Rik Devillé est le fondateur du comite "Droits de l’homme dans l’Église » et cofondateur du réseau européen « Kirche im Aufbruch » - « Nous sommes l’Église » et « Droits et Libertés dans les Églises » ,. 
En 1993, il publie La dernière dictature. Plaidoyer pour des paroisses sans pape. Il y développe l'analyse qu'« au moment où tant de peuples se tournent vers les modèles démocratiques, l’Eglise catholique romaine s’accroche à une structure de type féodal ». Par ailleurs, selon Devillé, l'absence de réponse aux questionnements des membres de l'Église conduira à la disparition du clergé catholique. La publication de cet ouvrage provoque la colère du cardinal Godfried Danneels.

### Lutte contre les abus sexuels dans l'Église catholique
Rik Devillé prend sa retraite en juillet 2009 et s'investit alors pleinement dans la lutte contre les abus sexuels au sein de l'Église catholique en Belgique. En 2010, éclate l'affaire Roger Vangheluwe, du nom de l'ancien évêque de Bruges contraint à la démission pour pédocriminalité. Devillé participe à la commission d'enquête parlementaire sur cette affaire. 
Rik Devillé considère que l'Église catholique belge a mal géré le problème de la pédophilie en son sein. Ainsi, entre 1992 et 1998, il signale avec son groupe de travail, plus de 300 plaintes de victimes d'abus commis par des prêtres belges, or seulement quinze plaintes aboutissent avec les aveux des agresseurs. Les autres étaient souvent mutés, sans être sanctionnés, dans une autre paroisse où ils peuvent recommencer des agressions. Il critique le manque d'investissement des d'évêques dans le traitement de ces abus sexuels, estimant qu'ils ont plus souvent eu tendance à protéger l'institution qu'à vouloir sincèrement aider les victimes d'abus.
En 2019, il publie In naam van de Vader (« Au nom du père », éditions EPO, non traduit), dans lequel Rik Devillé présente 101 témoignages de victimes d'abus sexuels au sein de l'Église catholique en Belgique. Cet ouvrage inspire un documentaire de la chaîne publique flamande Vlaamse Radio- en Televisieomroeporganisatie : Godvergeten (« Les oubliés de Dieu »), réalisé par Ibbe Daniëls et Ingrid Schildermans. Ce documentaire se base en grande partie sur le travail réalisé pendant trois décennies par Rik Devillé. À la suite de ce documentaire, le Parlement fédéral institue une nouvelle commission d’enquête sur le sujet, après une première commission en 2010. Rik Devillé vient témoigner devant des députés en novembre 2023. Considérant que l'Église « possède la pédocriminalité dans son ADN », il préconise que le suivi de ces dossiers soit assuré exclusivement par la justice civile,.

## Publications
- La maladie catholique : un diagnostic, Golias, 1995, 182 p. (ISBN 978-2-872-62095-1)
- L'Œuvre, une secte catholique, Golias, 1996, 128 p. (ISBN 978-2-911-45315-1)
- La dernière dictature : plaidoyer pour des paroisses sans pape, EPO, 1996, 221 p. (ISBN 978-2-872-62108-8)
- In naam van de Vader, EPO, 2019, 407 p. (  (ISBN 978-9-462-671768))
- (nl) Eva, één uit de godvergeten duizend, Borgerhoff & Lamberigts, 2023, 142 p.